# 帕皮爾尼亞 (戈羅多克區)
49°7′29″N 26°36′14″E / 49.12472°N 26.60389°E
帕皮爾尼亞（烏克蘭語：Папірня）是位於烏克蘭西部的村莊，由赫梅利尼茨基州裡赫梅利尼茨基區的霍羅多克市鎮負責管轄。該村始建於1852年，面積0.47平方公里，海拔高度262米，2021年人口60，人口密度每平方公里358.2人。